# 重庆大学出版社
重庆大学出版社是重庆大学下属的一家国家一级出版社，成立于1985年1月，自1992年起脱离重庆大学独立经营，2009年开始建立现代法人制度。重庆大学出版社发行出版了大量图书、教材等，特别是出版的“万卷方法”丛书涵盖了大量社会科学研究方法，在中国内地的社会科学研究领域有一定影响力。

## 关联公司
2007年，重庆大学出版社原下辖图文制作中心组建成立重庆书源排校有限公司，成为重庆大学出版社的一家子公司，经营图书的专业排校。
2008年，重庆大学出版社与重庆日报报业集团合资成立重庆日报报业集团图书出版有限责任公司，出版了大量重庆本土作家的书籍。
2010年，在北京创立北京楚尘文化传媒有限公司，主要经营策划人文类图书。
2011年3月，重庆大学出版社将原本下属的数字出版中心建立为重庆迪帕数字传媒有限公司，主营电子出版、数字化教学等。